# Взаємоіндукція

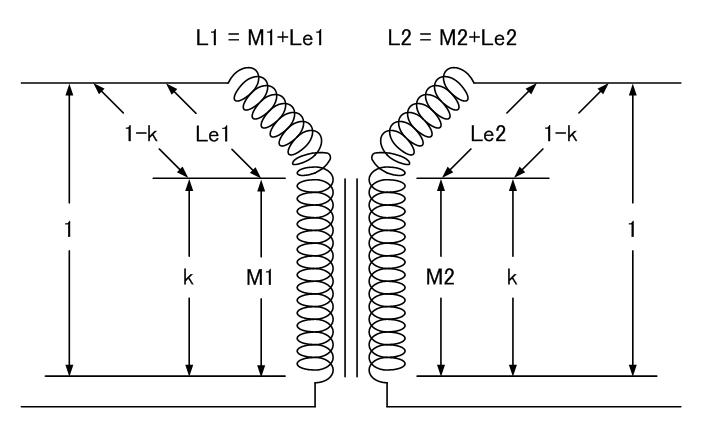
Виникнення ЕРС індукції у вторинній обмотці трансформатора

Взаємоіндукція (взаємна індукція) — явище виникнення ЕРС індукції в одному контурі за зміни сили струму в другому контурі і навпаки. Взаємоіндукція — окремий випадок електромагнітної індукції.
При зміні сили струму в першому контурі, у другому виникає ЕРС:
{\displaystyle {\mathcal {E_{2}}}=-{{d\Psi _{1}} \over dt}=-L{dI_{1} \over dt}}
де
{\displaystyle {\mathcal {E_{2}}}} — електрорушійна сила в другому контурі,
{\displaystyle \Psi _{1}} — потокозчеплення першого контуру,
{\displaystyle I_{1}} — сила струму в першому контурі,
{\displaystyle L} — взаємна індуктивність контурів.
Під час змінювання сили струму в другому контурі, у першому виникає ЕРС:
{\displaystyle {\mathcal {E_{1}}}=-{{d\Psi _{2}} \over dt}=-L{dI_{2} \over dt}}
де
{\displaystyle {\mathcal {E_{1}}}} — електрорушійна сила в першому контурі,
{\displaystyle \Psi _{2}} — потокозчеплення другого контуру,
{\displaystyle I_{2}} — сила струму в другому контурі,
{\displaystyle L} — взаємна індуктивність контурів.
Явище взаємоіндукції застосовується для підвищення та зниження напруги змінного струму в трансформаторах.